# (73332) 2002 JV107
(73332) 2002 JV107 – planetoida z pasa głównego asteroid okrążająca Słońce w ciągu 4,31 lat w średniej odległości 2,65 j.a. Odkryta 10 maja 2002 roku.